# Леши, Хаджи
Хаджи Леши (алб. Haxhi Lleshi; 19 октября 1913, Дибра (область) — 1 января 1998, Тирана) — албанский коммунистический политик и государственный деятель, член Политбюро ЦК АПТ, первый министр внутренних дел НРА и начальник Сигурими. С 1953 по 1982 — председатель президиума Народного собрания НРА/НСРА, формальный глава государства. Принадлежал к ближайшему окружению Энвера Ходжи. Был отстранён от должности после гибели Мехмета Шеху. После падения коммунистического режима в Албании привлекался к судебной ответственности. Приговорён к пожизненному заключению за преступления против человечности. Освобождён по возрасту и состоянию здоровья.

## Происхождение
Родился в селе Решан на северо-востоке Албании в мусульманской семье богатого землевладельца. Семейство Леши участвовало в республиканском движении против короля Зогу и вынуждена была эмигрировать. До 1941 года Хаджи Леши проживал под югославским Дебаром, занимался сельским хозяйством.
Незадолго до германского вторжения в Югославию Хаджи Леши при поддержке югославских военных сформировал албанский вооружённый отряд и атаковал итальянских оккупантов под Поградецом. Затем отряд Леши вместе с югославами участвовал в обороне Дебара от немецких войск.

## Партизанский командир
Вновь прорвавшись в Албанию, Хаджи Леши примкнул к партизанскому движению против итальянских и немецких оккупантов. Леши являлся одним из ведущих командиров Национально-освободительной армии, командовал ударной штурмовой бригадой. Был удостоен звания Народный герой. Военная биография Хаджи Леши до наших дней вызывает уважение многих албанцев.
Хаджи Леши вступил в Коммунистическую партию Албании (КПА; с 1948 — Албанская партия труда, АПТ). 20 марта 1943 года он принял под своё командование отдельную «дивизию внутренней безопасности», впоследствии преобразованную в коммунистическую спецслужбу Сигурими. Это формирование превратилось в вооружённую опору первого секретаря ЦК КПА Энвера Ходжи, его командир — в одного из приближённых коммунистического лидера.

## Партийно-государственный руководитель
22 октября 1944 Хаджи Леши получил пост министра внутренних дел во временном правительстве Энвера Ходжи. 11 января 1946 стал министром внутренних дел провозглашённой Народной Республики Албании. На период его министерства пришлась первая волна репрессий против противников нового режима, националистов из Балли Комбетар, монархистов, «буржуазных элементов» и албанских католиков.
23 марта 1946 во главе МВД и Сигурими стал Кочи Дзодзе. Хаджи Леши оставался членом Политбюро ЦК КПА и влиятельным депутатом Народного собрания. В 1948 году Леши поддержал Ходжу в разрыве с титовской Югославией и расправе с албанскими «титовцами» во главе с Дзодзе. В то же время, как явствует из отчёта ЦРУ США, датированного октябрём 1952, Хаджи Леши являлся связью югославской разведки и Иосипа Броз Тито в Тиране (наряду с Дали Ндреу и Мюслимом Пезой).
1 августа 1953 года Хаджи Леши был избран председателем президиума Народного собрания, что формально означало статус главы государства. Считался 3-м человеком в партийно-государственной иерархии после первого секретаря ЦК АПТ Энвера Ходжи и премьер-министра Мехмета Шеху. Леши последовательно проводил политику сталинизма и ходжаизма. Под его председательством Народное собрание оформляло партийные решения о централизации управления и экономики, коллективизации сельского хозяйства, политических репрессиях (в том числе против сторонников хрущёвской оттепели, включая генерала Ндреу) и депортациях , запрете религии, разрыве с хрущёвским СССР и переориентации на маоистскую КНР, наконец, о разрыве с Китаем после начала реформ Дэн Сяопина. В мае 1973 президиум Народного собрания утвердил смертные приговоры участникам восстания заключённых в тюрьме Спач.
После гибели Мехмета Шеху в декабре 1981 года Энвер Ходжа произвёл перестановки в высшем партийно-государственном руководстве. На сторонников покойного премьера обрушились репрессии. 22 ноября 1982 Хаджи Леши был снят с поста председателя президиума Народного собрания и заменён Рамизом Алией. Леши был дистанцирован от политического руководства, но репрессиям не подвергся.

## Осуждение и освобождение
Массовые протесты 1990—1991 привели к падению коммунистического режима в Албании. Хаджи Леши сохранял заметный авторитет, особенно на северо-востоке страны. Он принял участие в преобразовании АПТ в Социалистическую партию Албании и был избран в албанский парламент на многопартийных выборах 1991 года.
13 февраля 1995 президент Албании Сали Бериша издал указ N 1018 — об отмене всех наград и почётных званий, присвоенных руководителям коммунистического режима. Это решение касалось Энвера Ходжи (посмертно), Неджмие Ходжи (прижизненно), Хюсни Капо (посмертно), Шефкета Печи (прижизненно), Гого Нуши (посмертно), Спиро Колеки (прижизненно), Хаки Тоски (посмертно), Хаджи Леши (прижизненно). Таким образом, Хаджи Леши был лишён звания Народный герой.
В 1996 году группа высокопоставленных функционеров АПТ и Сигурими — Хаджи Леши, Аранит Челя, Мануш Мюфтиу, Рапи Мино, Зюлюфтар Рамизи — была привлечена к суду по обвинению в «геноциде и преступлениях против человечности». Приговоры выносились суровые, вплоть до смертной казни, однако вскоре смягчались. 82-летний Хаджи Леши был приговорён к пожизненному заключению, но через месяц, 24 июля 1996, освобождён под залог с учётом возраста и состояния здоровья.
Последние полтора года жизни Хаджи Леши провёл в Тиране. Скончался в первый день 1998 года в возрасте 84 лет.